# Igreja de Nossa Senhora do Pé da Cruz
A Igreja de Nossa Senhora do Pé da Cruz, igualmente conhecida como Ermida de Nossa Senhora do Pé da Cruz, é um edifício religioso localizado na localidade de Querença, no Município de Loulé, na região do Algarve, em Portugal.

## Caracterização

### História
Este edifício foi construído no século XVII, e destruído no sismo de 1755, só tendo sido reedificado em 1861, por iniciativa do pároco Joaquim da Costa Mealha. Foi recuperado pela Fábrica da Igreja Paroquial da Freguesia de Querença em 2002, de forma a manter os seus traços arquitectónicos originais, tendo sido utilizados materiais semelhantes aos empregados na época em que foi construído.

### Descrição
O edifício apresenta uma arquitectura típica da influência do estilo Chão no Algarve, possuindo no interior um só altar, dedicado a Nossa Senhora.